# Kapitelshaus (Schwäbisch Gmünd)

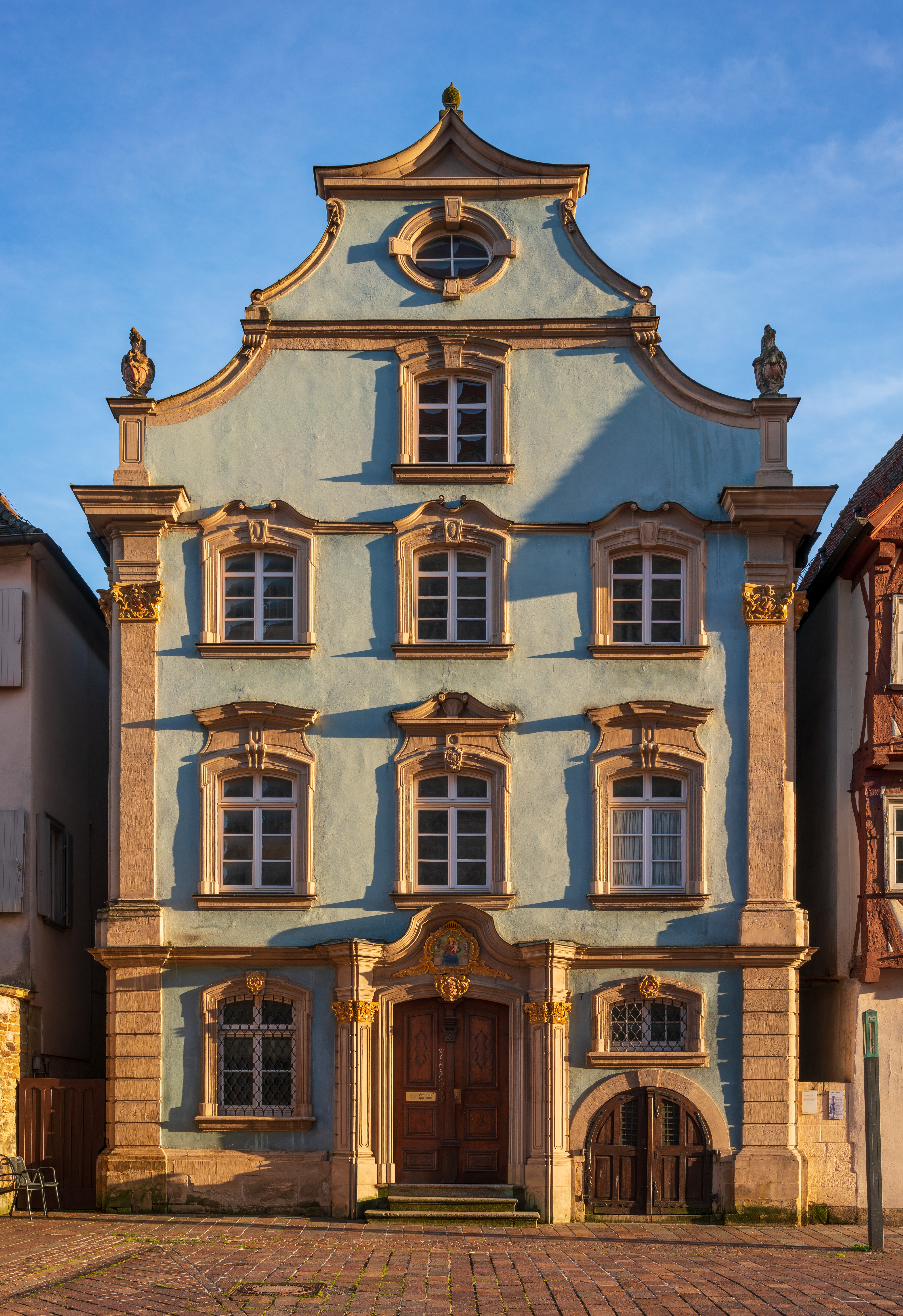
Fassade zum Münsterplatz

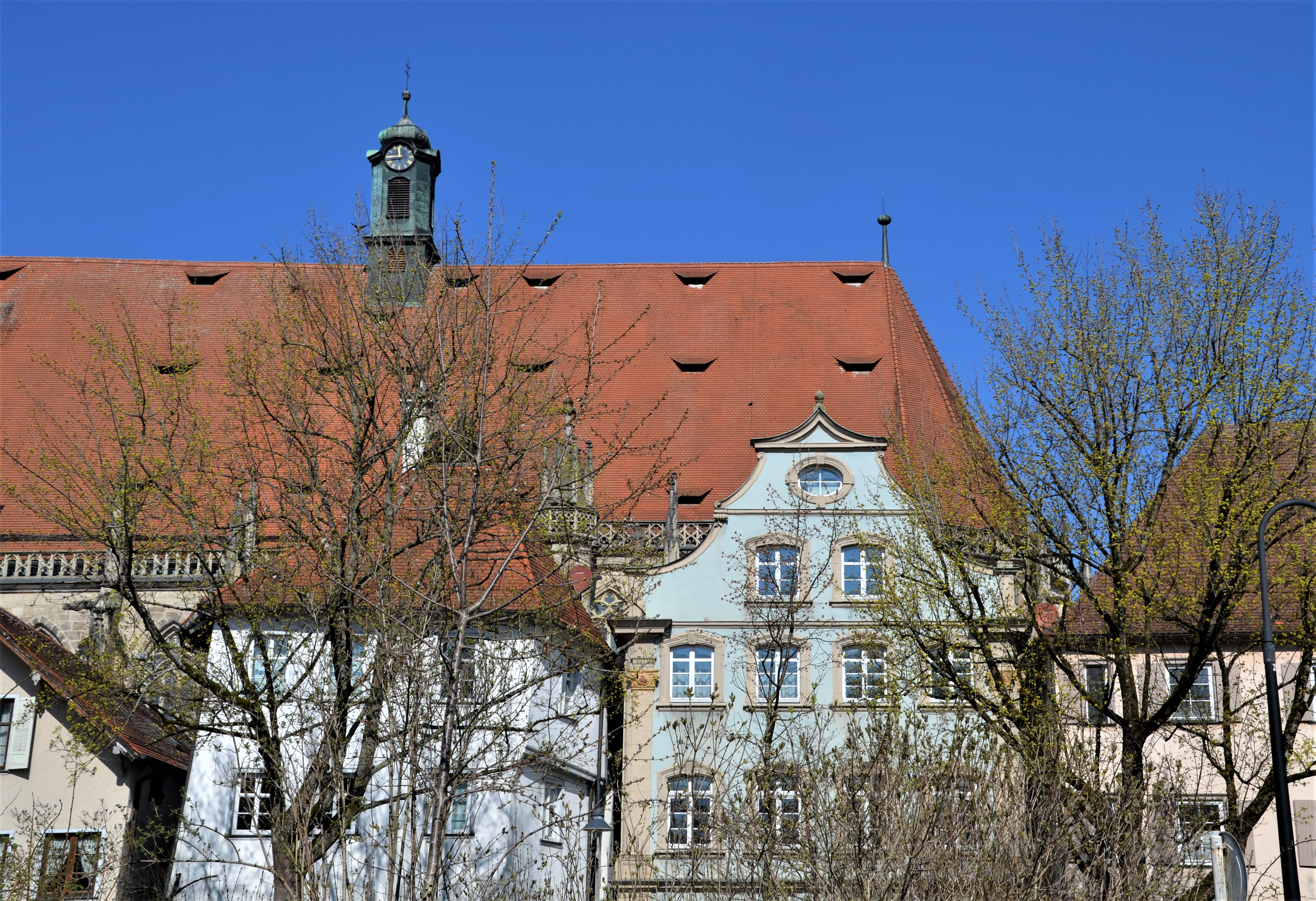
Rückseite vom Romangässle aus, Kapitelshaus zwischen Leonhardskaplanei und Münsterpfarramt

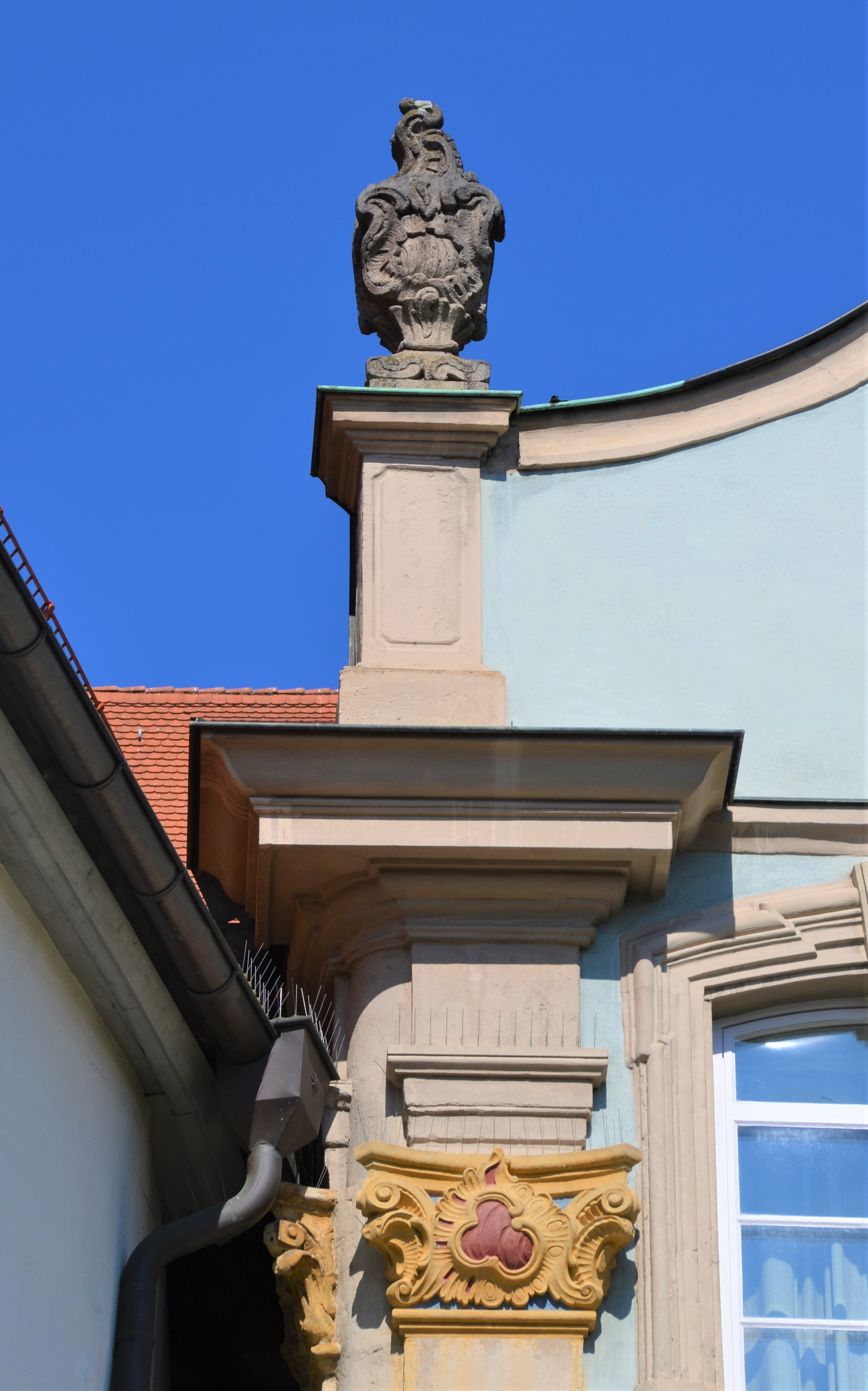
Detail an der Südfassade

Das Kapitelshaus (auch Kapitelhaus) ist ein Bauwerk des Rokoko am Münsterplatz in Schwäbisch Gmünd. Es beherbergte von 1765 bis 1803 das Kapitel des Gmünder Kollegiatstiftes. 

## Geschichte
1508 verkaufte die Witwe Anna Müller das Haus neben dem Pfarrhof an die örtliche Priesterbruderschaft. Die Bruderschaft nutzte das Haus als Bibliothek und als Lager für Früchte und Gerät. 1761/62 kam es zur Gründung des Gmünder Kollegiatstiftes, weshalb der erste Stiftsdekan des Stadtkapitels Johann Josef Doll, den Auftrag erteilte, das alte, etwas baufällige Haus der Priesterbruderschaft, durch einen Neubau zu ersetzen. Die Aufsicht darüber wurde vom Prokurator Franz Xaver Debler geführt, als Baumeister wurde der Gmünder Stadtbaumeister Johann Michal Keller beauftragt. Der Abbruch wurde Ende 1763 durchgeführt, sodass am 2. April 1764 der Grundstein gelegt werden konnte. Das als Musterbau eines Gmünder Rokokohaus bezeichnete Bauwerk, wurde auf die Fundamente des Vorgängerbaus gesetzt, der Gewölbekeller dieses Renaissancebaus wurde erhalten. Fertiggestellt wurde der Bau 1765. Der Stiftskanoniker Josef Ignaz Stahl stiftete eine umfangreiche Bibliothek, im oberen Stockwerk war ein Fruchtkasten untergebracht.
Nach der Auflösung des Stiftes im Zuge der Säkularisation 1803, wurde das Haus als Wohnraum und Kanzlei der Katholischen Kirchenpflege genutzt. Der Fruchtkasten wurde 1859 zur Wohnung ausgebaut. 1984/85 wurde das Kapitelshaus umfangreich saniert.
Heute dient es als Gemeindehaus für die Münstergemeinde mit Jugend- und Gruppenräumen, Festsaal und dem Kirchlichen Archiv, das das Archiv des Münsterpfarramtes (Münsterpfarrarchiv) und das Archiv der Kirchenpflege beherbergt.

## Ausstattung
Zur erwähnenswerten Ausstattung zählt das Rokokoportal, sowie der Kapitelsaal im ersten Obergeschoss. Er erstreckt sich über die gesamte Hausbreite und ist mit Rocaillestuck von Lauretin Hieber ausgestattet. Der Schrank an der Ostseite des Saals sowie das Tafelbild mit dem Auferstandenen in der Vorhölle stammt aus dem 17. Jahrhundert.